# Toyota Land Cruiser
De Toyota Land Cruiser is een zware terreinauto van Toyota. De Land Cruiser wordt sinds 1954 geproduceerd, maar de ontwerpgeschiedenis gaat al terug tot 1941. Sindsdien hebben al meer dan tien generaties Land Cruisers elkaar opgevolgd. De Toyota Land Cruiser wordt zowel als terreinwagen maar ook als luxe SUV verkocht. In Nederland en België werden sinds 2001 enkel de luxueuze SUV's Land Cruiser Prado en Land Cruiser V8 verkocht. Sinds 2010 wordt de Land Cruiser V8 niet meer verkocht in West-Europa. De utilitaire en echte terreinversie, de Land Cruiser 70-series, voldoet niet aan de Europese emissienormen. Voor de Afrikaanse, Australische, Aziatische en Zuid-Amerikaanse markt wordt de 70-serie nog wel geproduceerd. Via speciale en uitzonderlijk homologatiestatuten kan een nieuwe Land Cruiser 70-serie nog wel ingevoerd worden naar de Europese Unie.

## Fotogalerij

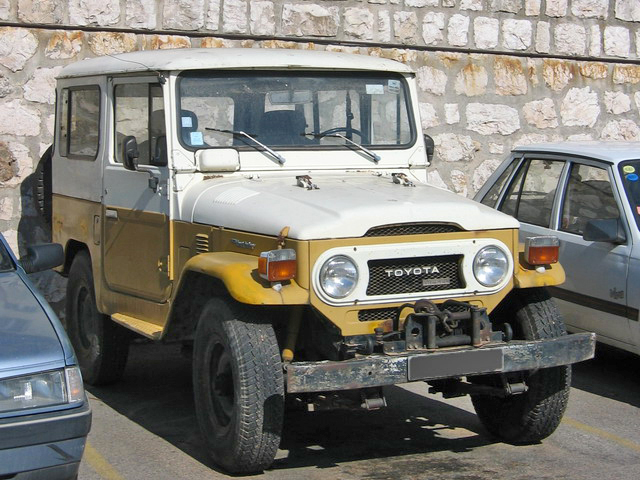
Toyota Land Cruiser BJ40
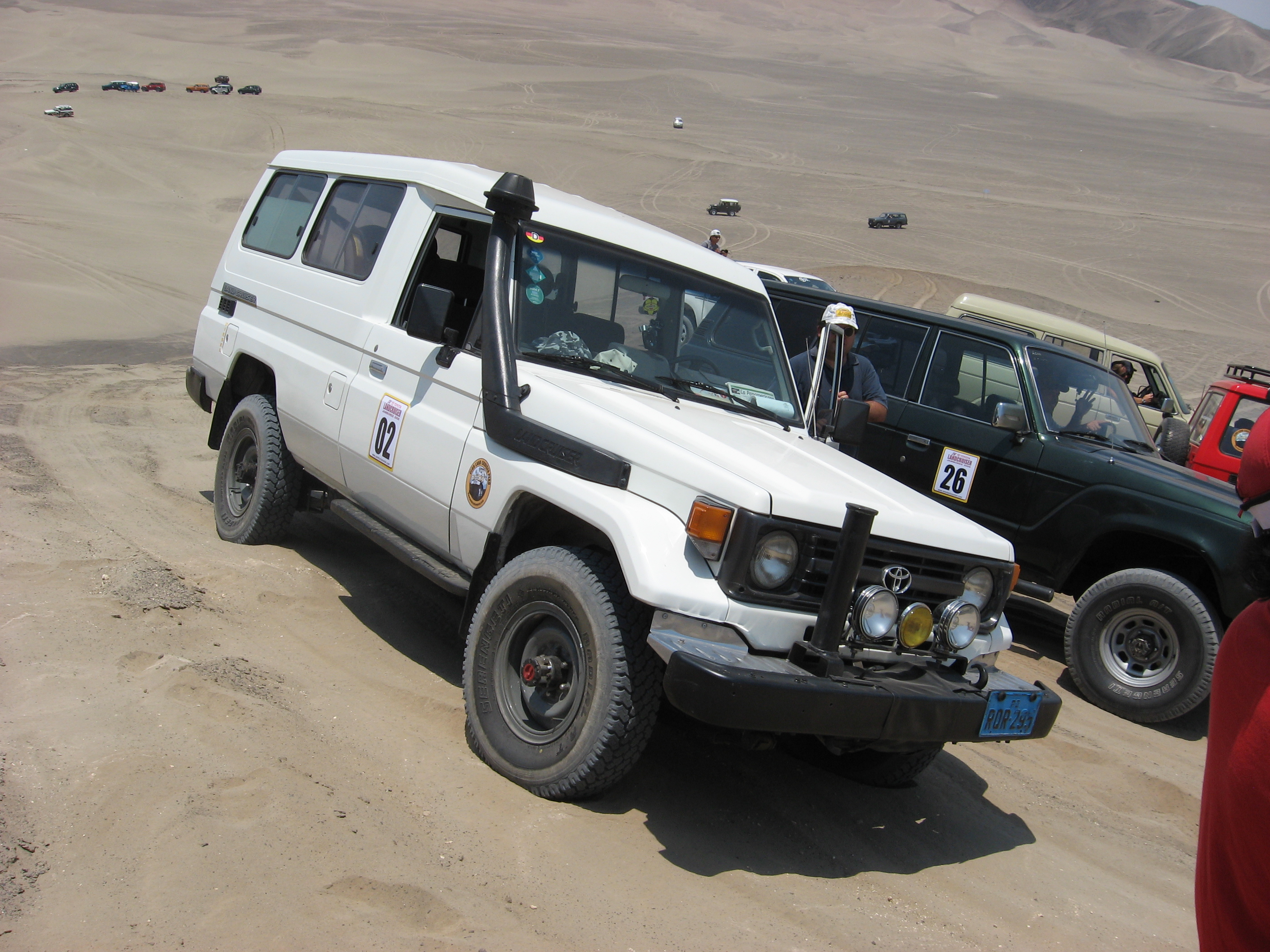
Toyota Land Cruiser HZJ75
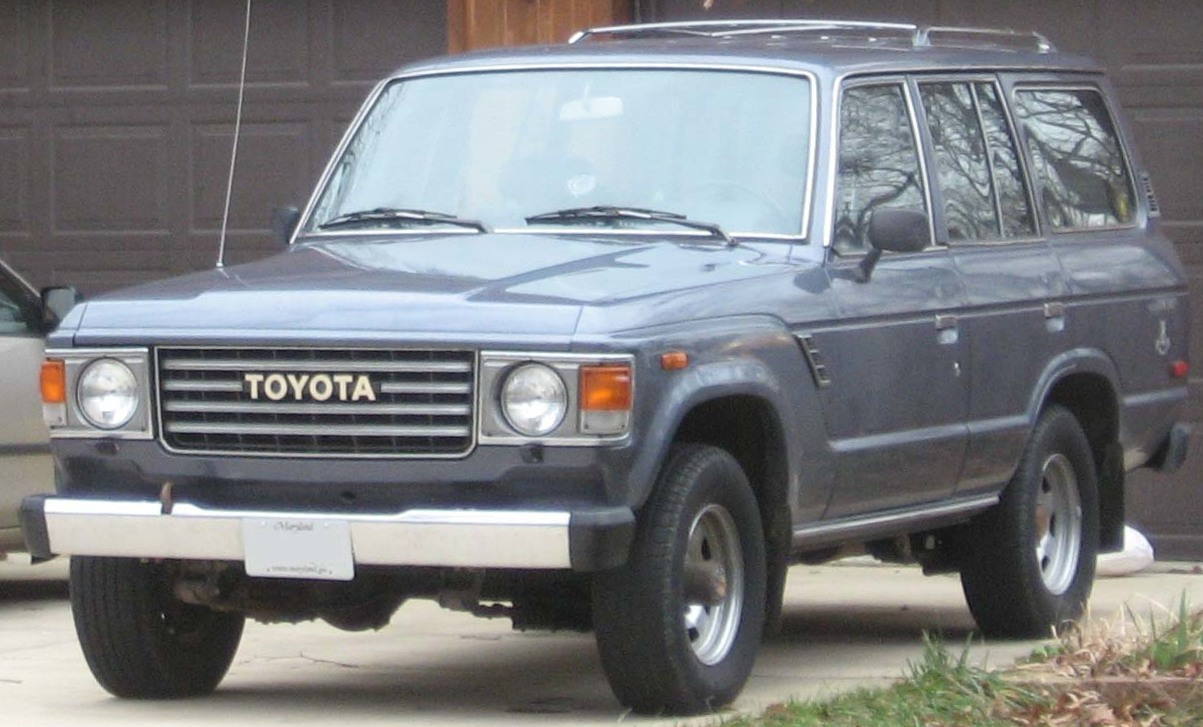
Toyota Land Cruiser FJ60
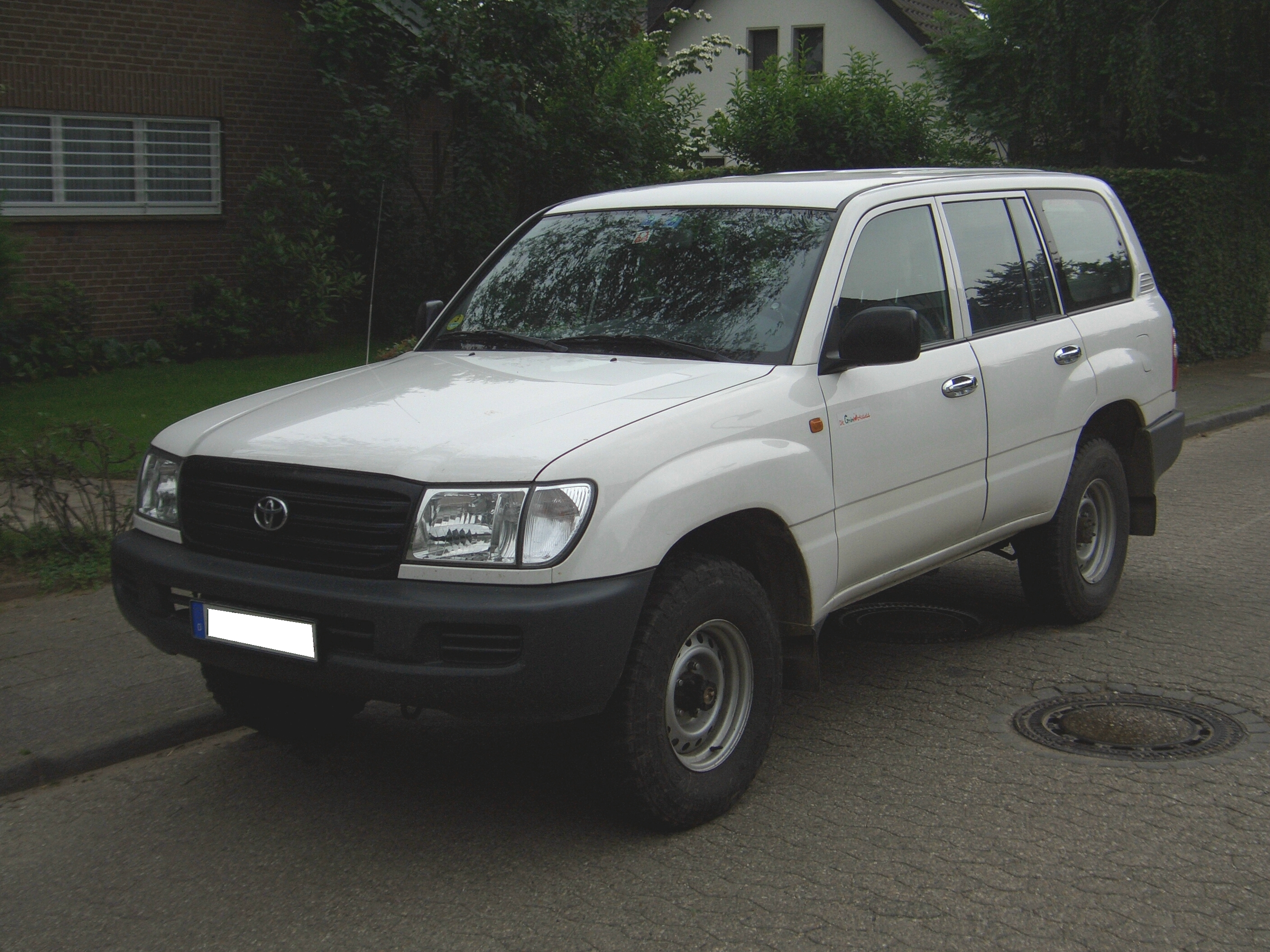
Toyota Land Cruiser HJ105